# Głębokie Gardło (Z Archiwum X)
Głębokie Gardło właśc. Ronald Pakula (oryg. Deep Throat; ur. 20 listopada 1929, zm. 13 maja 1994) – postać fikcyjna, bohater serialu Z Archiwum X – pierwszy z tajnych informatorów agenta Muldera. Postać tę, pojawiającą się przede wszystkim w sezonie pierwszym serialu, odtwarzał aktor Jerry Hardin.

## Historia postaci
W 7. odcinku czwartego sezonu ujawniono, że jego prawdziwe imię to Ronald. Głębokie Gardło był członkiem Syndykatu, co dawało mu dostęp do wielu tajnych informacji. Wielokrotnie przekazywał je agentowi Mulderowi, a w odcinku 1x23 The Erlenmeyer Flask – agentce Scully.
Podczas wojny w Wietnamie Głębokie Gardło pracował dla CIA. W tym czasie pod jego opiekę została przekazana istota pozaziemska z zestrzelonego przez marines nad Hanoi UFO.
Głębokie Gardło zginął w ostatnim odcinku pierwszego sezonu, zastrzelony na polecenie Palacza, w trakcie wymiany pozaziemskiego płodu na Muldera.